# Spaanse Bos
Het Spaanse Bos is een natuurgebied van 39 ha, gelegen ten zuidwesten van Heibloem.
Het gebied is eigendom van Stichting Limburgs Landschap. Het bestaat voornamelijk uit naaldhout dat tussen 1939 en 1961 werd aangeplant. Enkele eiken en beuken in het gebied zijn ouder dan 130 jaar.
Tot het gebied behoort ook een perceel op de Asbroekerheide, dat in 2003 aan de Stichting werd gelegeerd.
Het beheer is er op gericht om het productiebos te vervangen door meer afwisselend bos met onder meer zomereik. Ook werd een poel aangelegd.
In het gebied komt, in bepaalde heiderestanten, nog stekelbrem voor. Zwarte specht, groene specht en zomertortel zijn enkele vogels die er broeden.
Ten westen van het Spaanse Bos ligt het natuurgebied Nederpeel-Grave.